# Gustave Jacquet
Gustave Jean Jacquet, född 25 maj 1846 i Paris, Frankrike, död 12 juli 1909, var en fransk målare och illustratör.

## Biografi
Gustave Jacquet undervisades i måleri av William Bouguereau och började ställa ut sina verk 1865, endast 19 år gammal. Jacquet arbetade i en akademisk-realistisk stil och är mest känd som genremålare samt för sina porträtt av kvinnor. Hans målningar var ofta inspirerade av historiska epoker, såsom barocken och rokokon. Jacquets verk var mycket uppskattade av den välbärgade parisiska borgarklassen under 1800-talets andra hälft. I början av 1900-talet betraktades Jacquets konststil emellertid som daterad, vilket ledde till att han förlorade många av sina kunder och i stort sett förblev bortglömd under 1900-talet. Idag är hans verk åter eftertraktade.
Jacquet illustrerade även ett antal humoristiska bilder som trycktes i diverse franska magasin. Dessa illustrationer var framför allt populära hos tidningsredaktören Félix Juven.
Jacquet bodde och arbetade i Paris under hela sin livstid.

## Galleri i urval

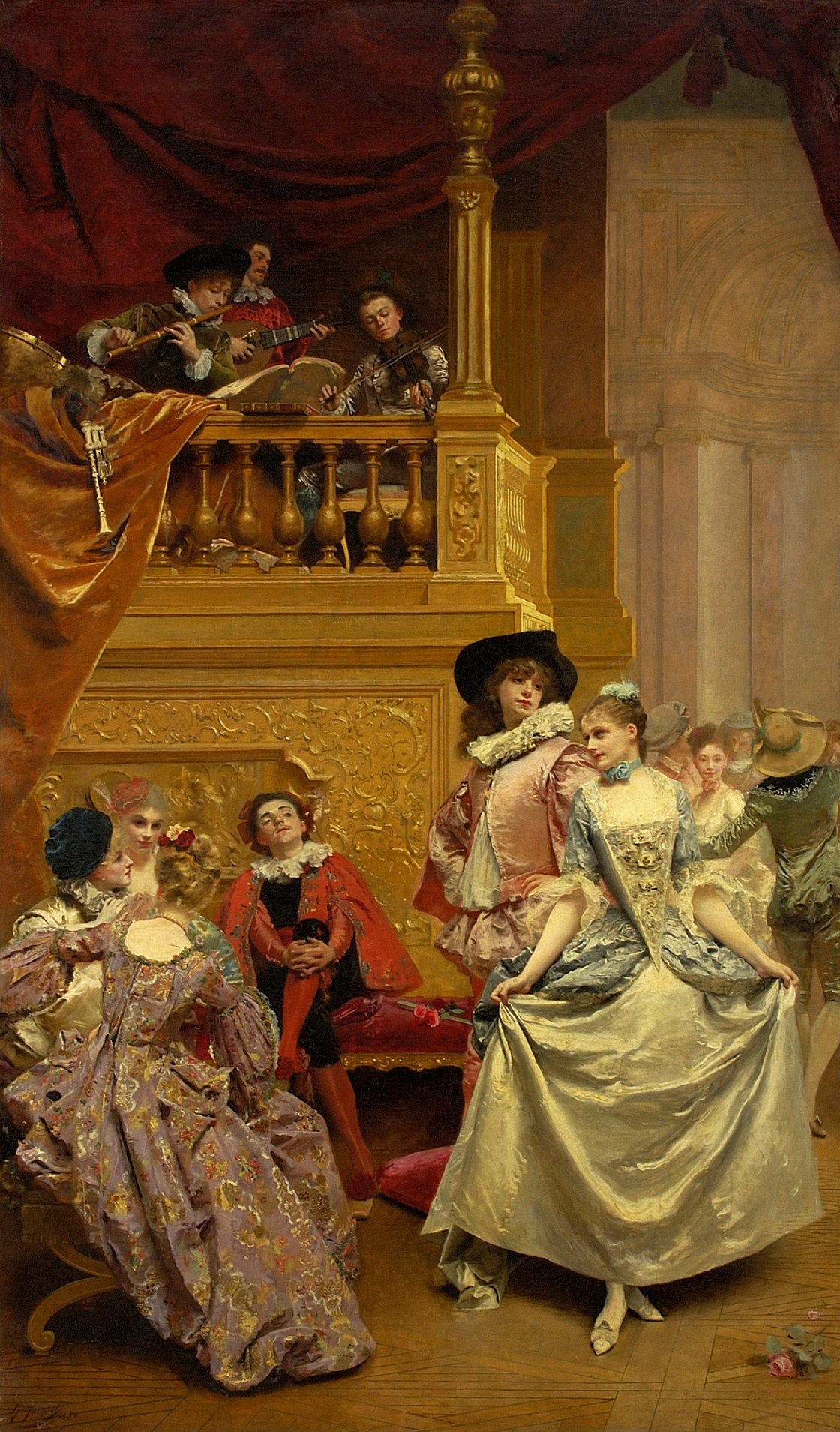
Maskeradbalen, 1880
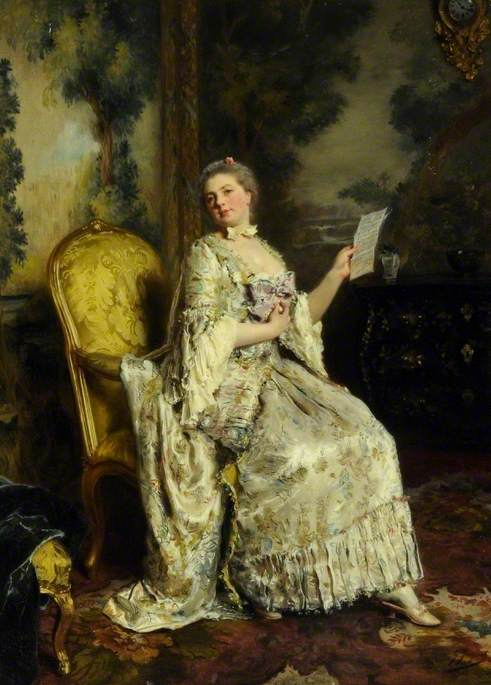
Goda nyheter, 1880-tal
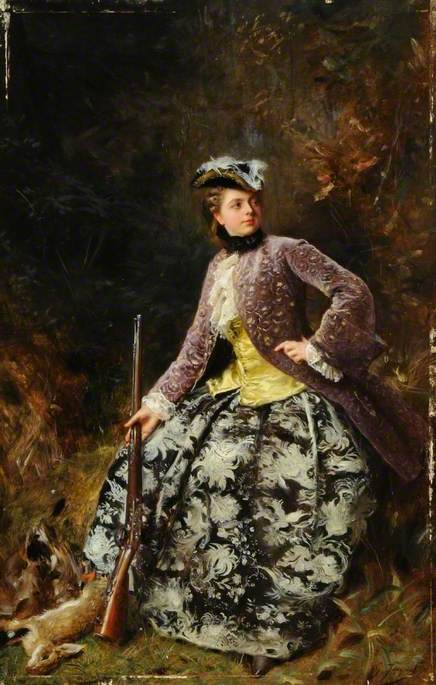
Sport, 1880-tal
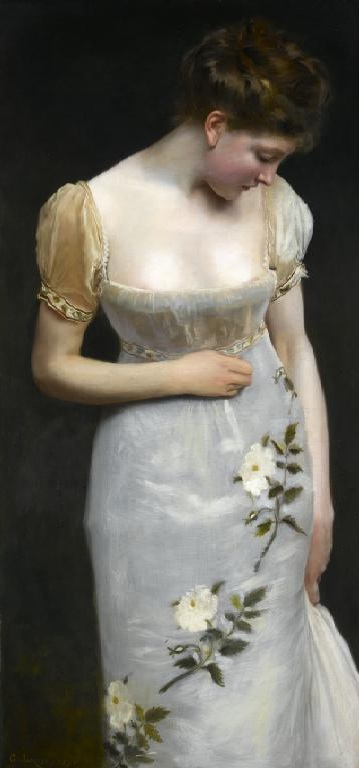
Mademoiselle, 1890
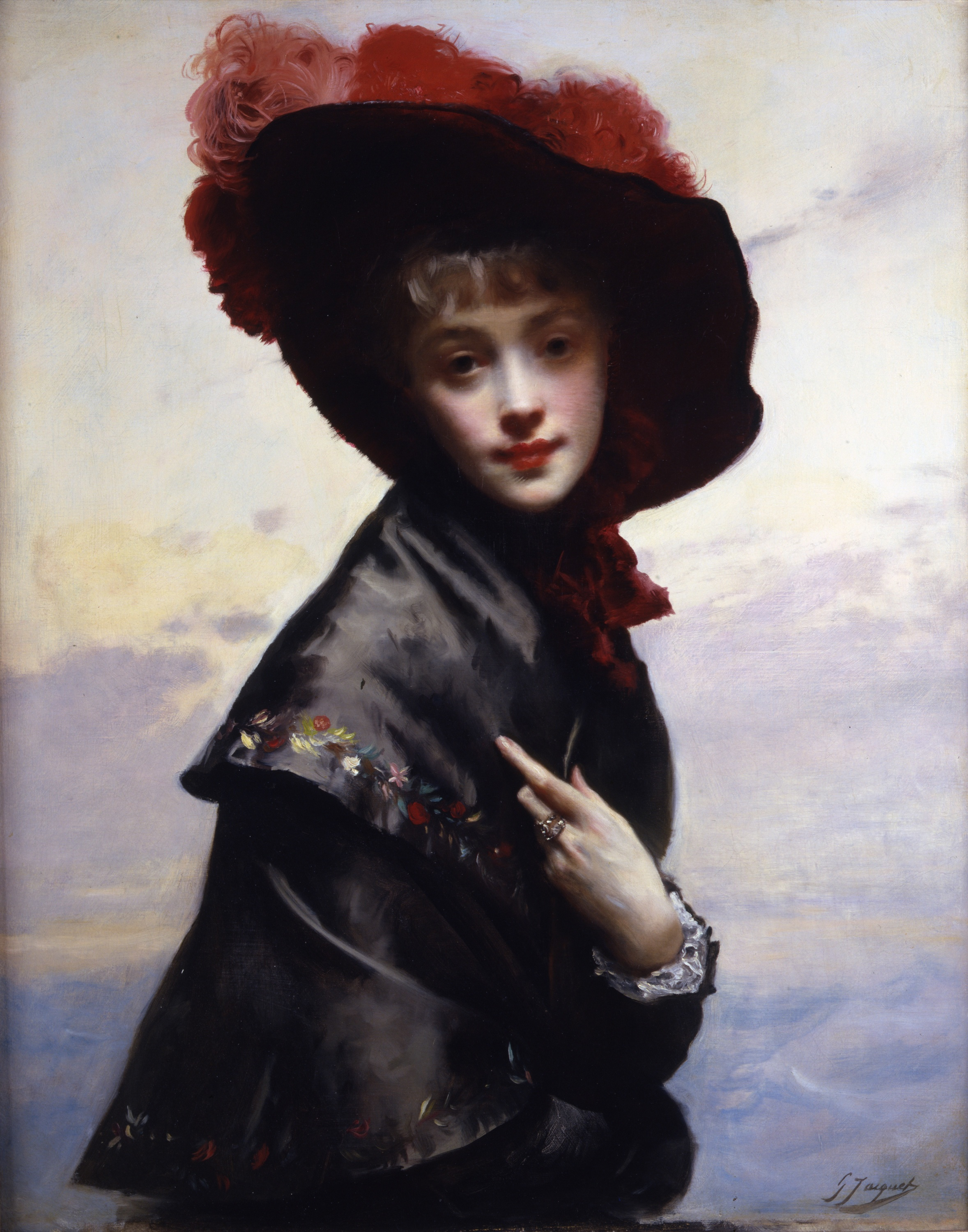
Koketten, c. 1890
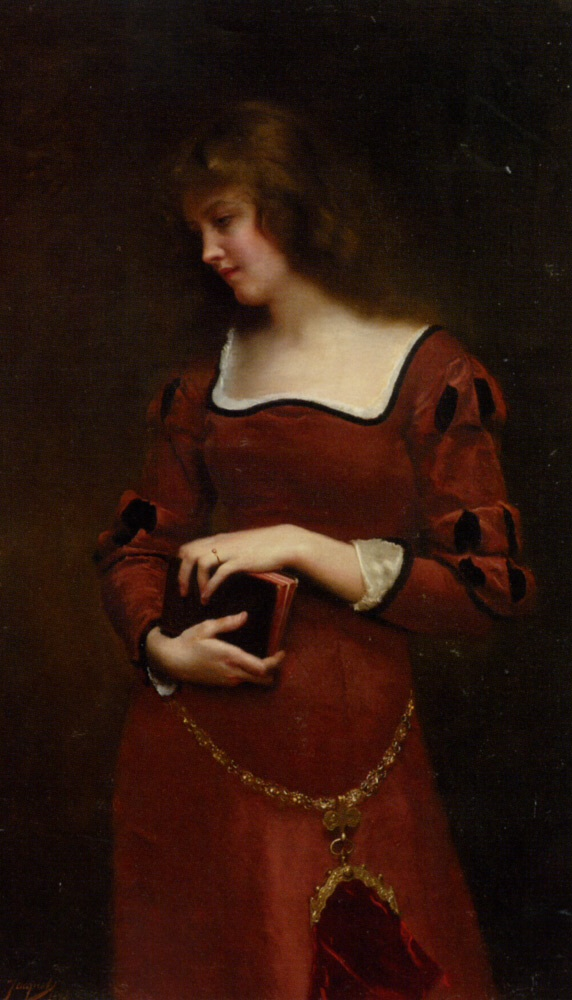
Önsketankar, c. 1890
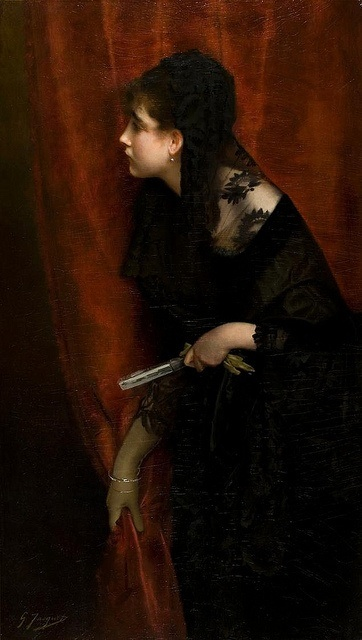
Flicka på Operan, c. 1890
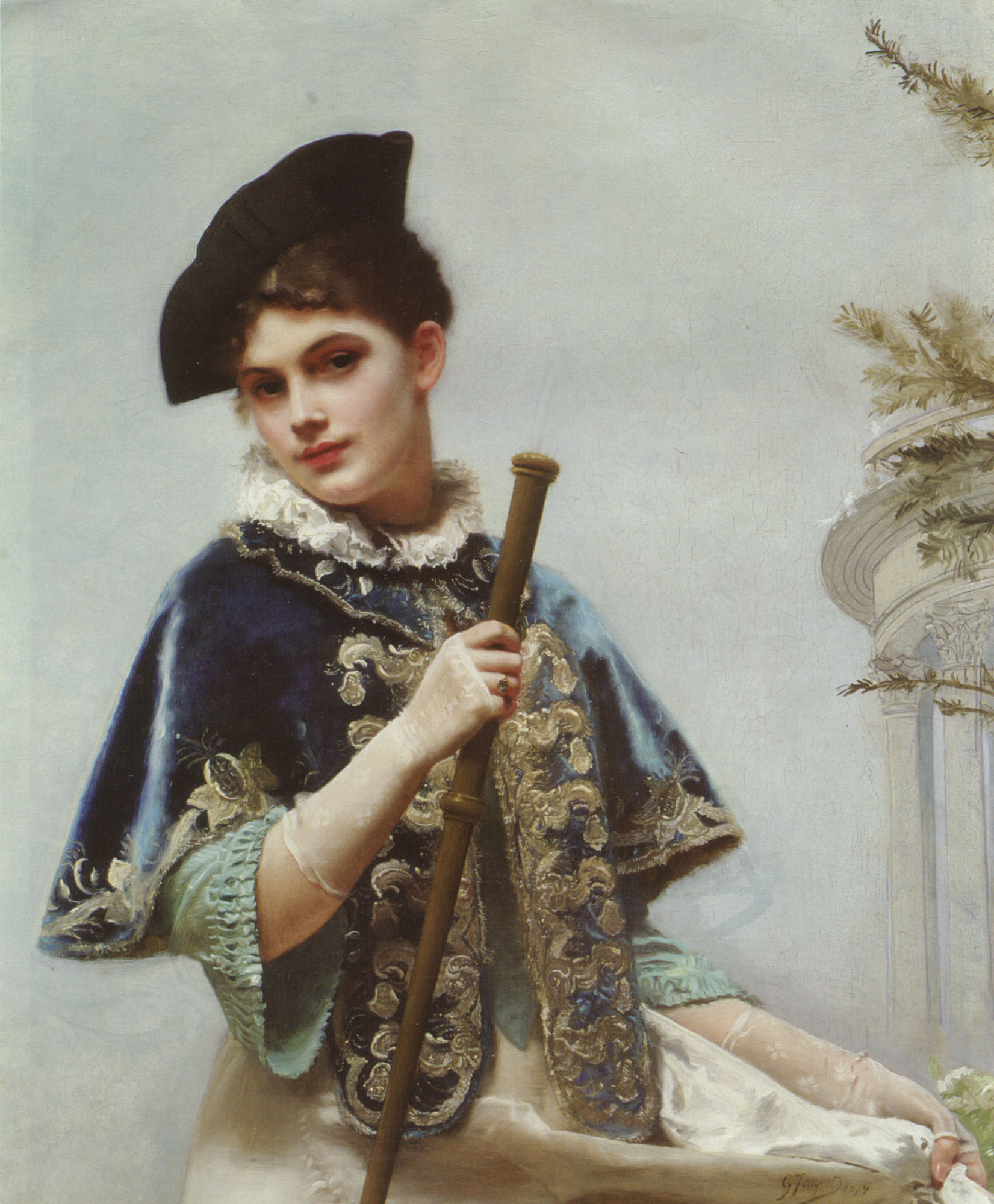
Förnäm dam, c. 1890
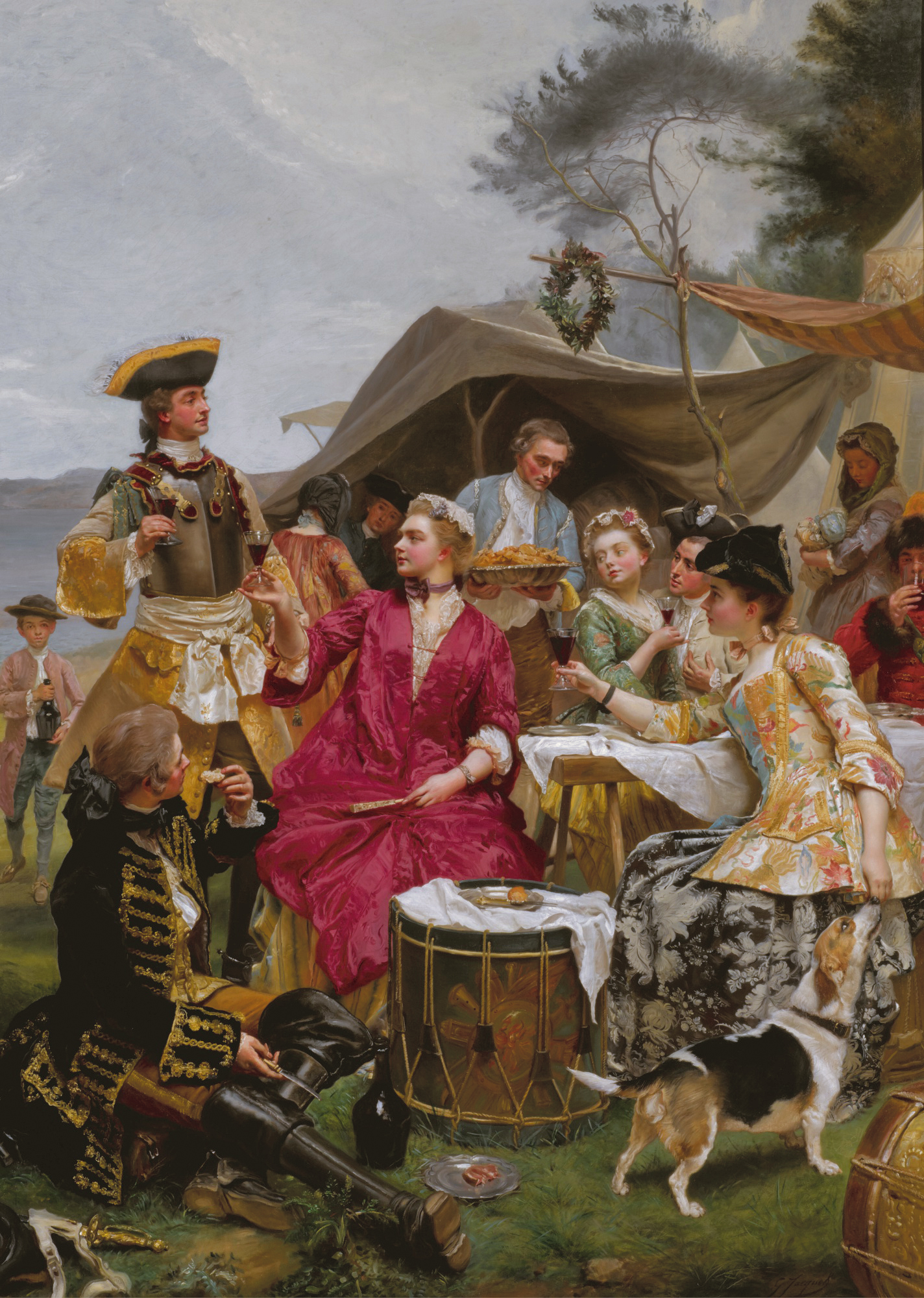
Välkommen, c. 1892
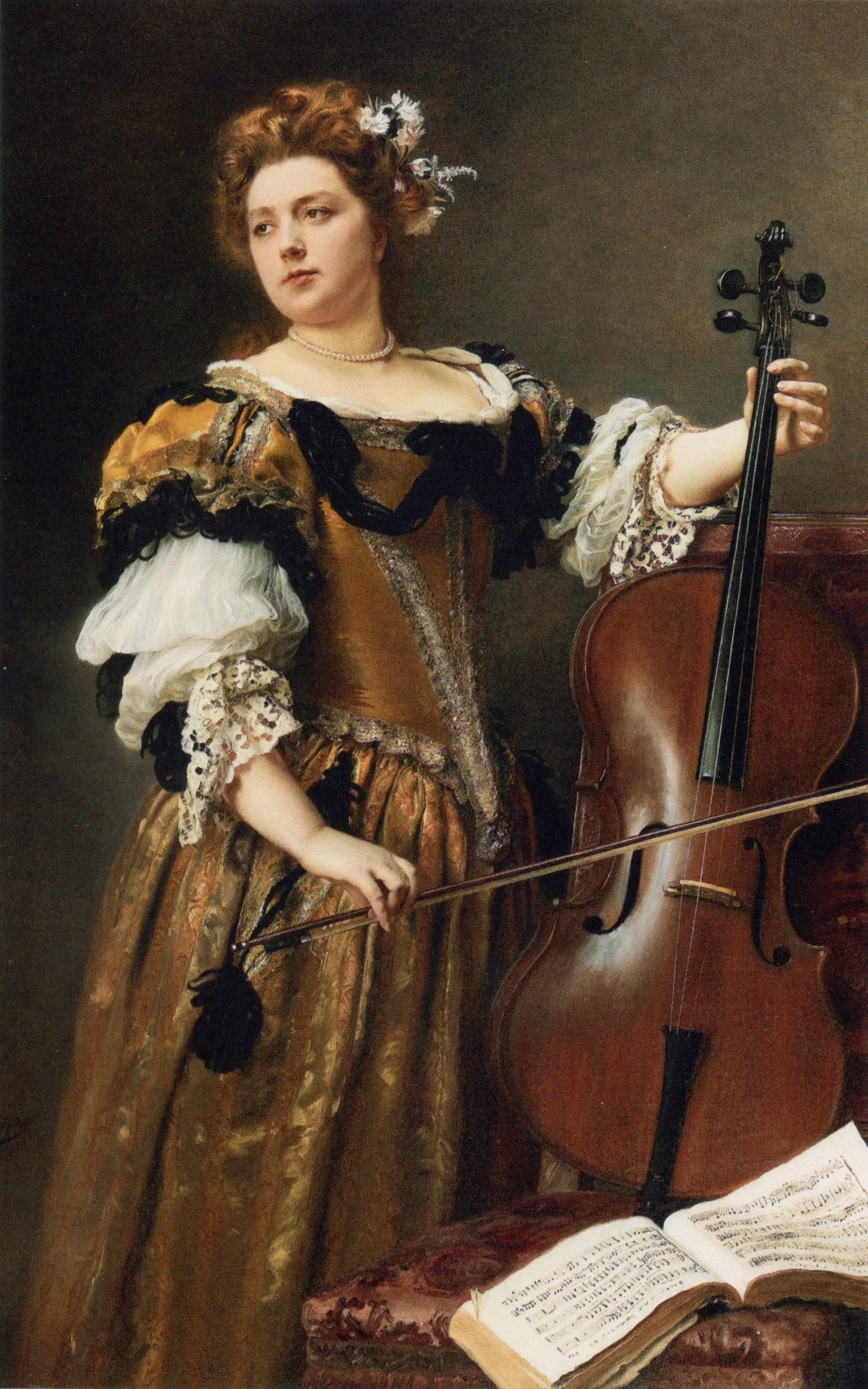
Cellospelaren, okänt datum
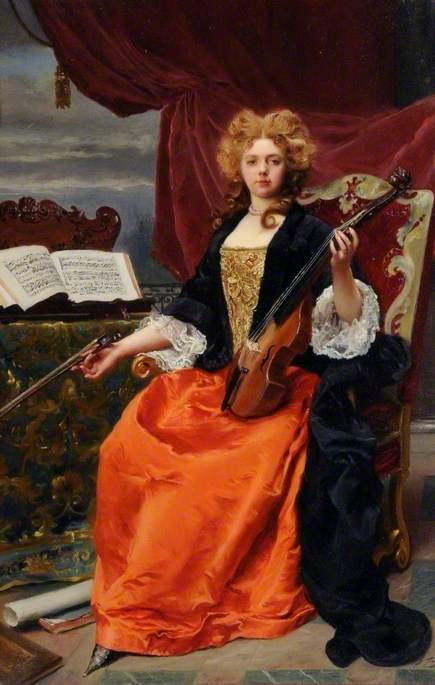
Musik, okänt datum
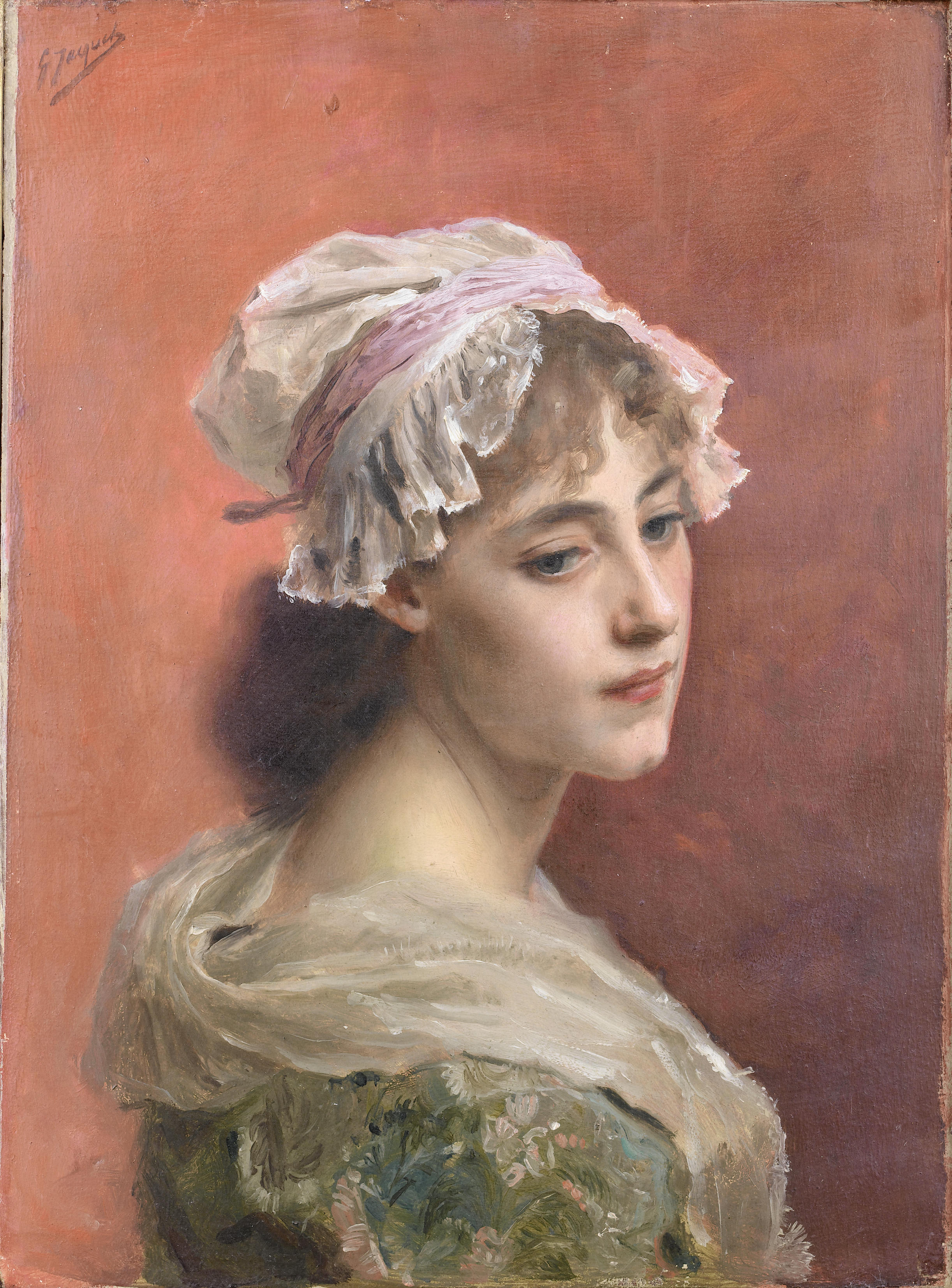
Försjunken i tankar, okänt datum
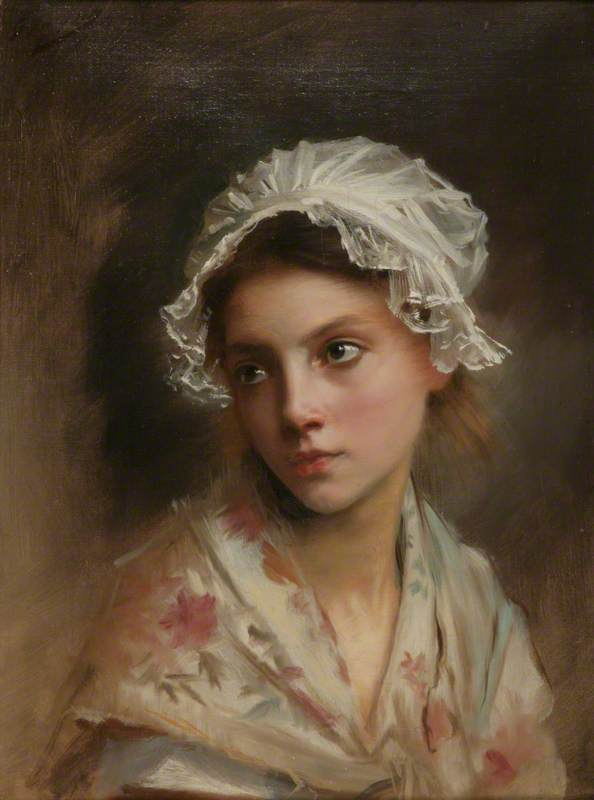
Meditation, okänt datum
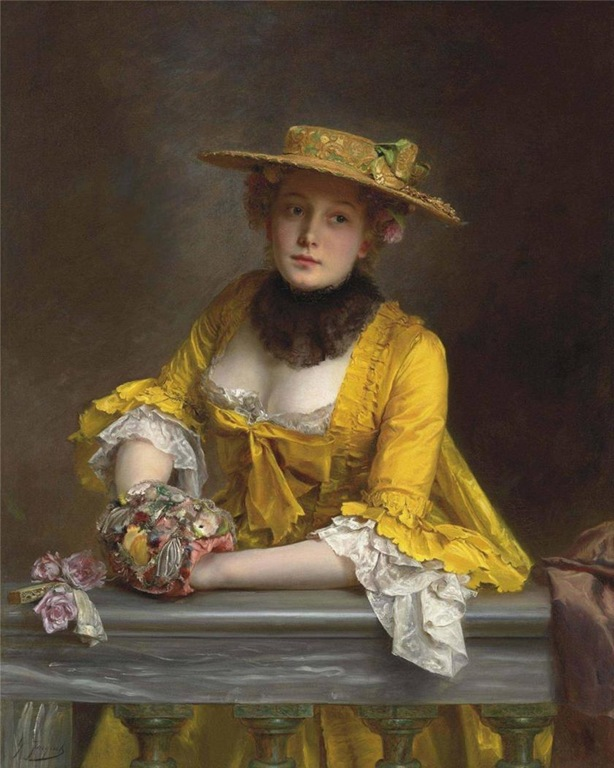
Kvinnoporträtt, okänt datum
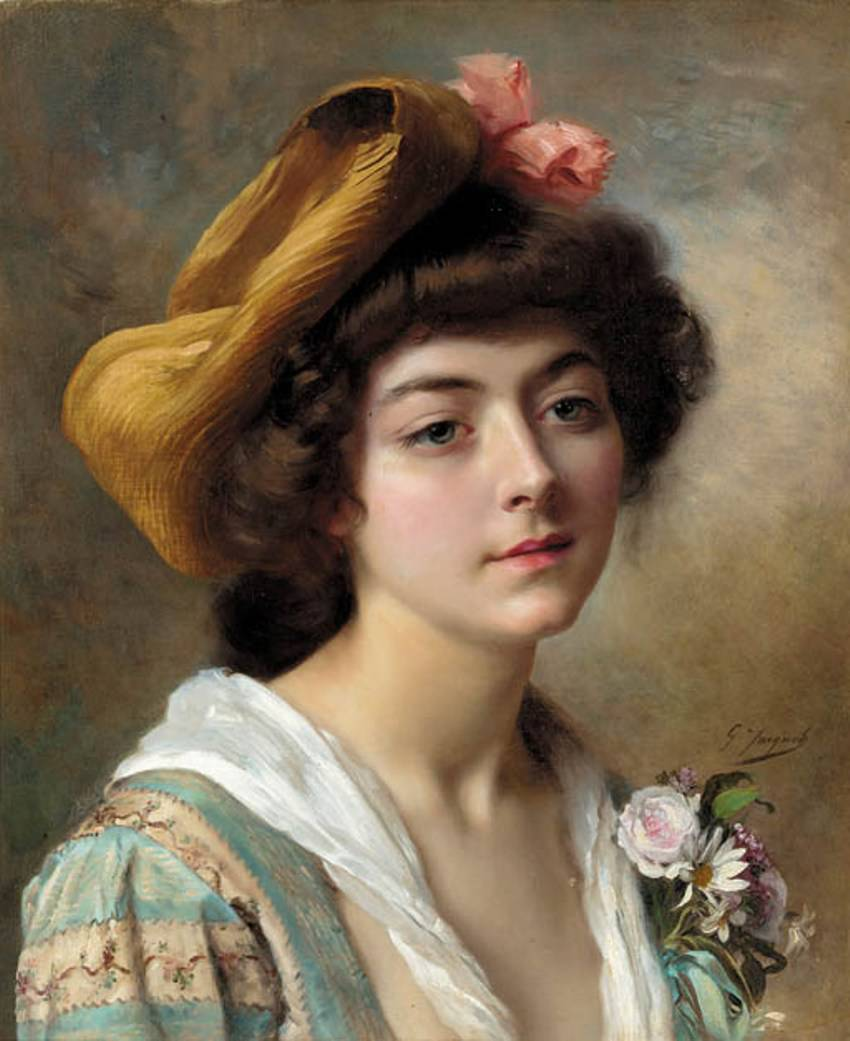
Kvinnoporträtt, okänt datum